# 光式8.1型
光式8.1型（ひかりしき8.1がた）は、日本の福田軽飛行機が製造した軽飛行機。名称は光式8.1型の他に「光式8・1」などと表記されることもある。

## 概要
1943年（昭和18年）頃に福田が完成させた、初歩練習機やスポーツ機といった用途を想定した軽飛行機。設計は葉啓聴技師が担当した。初飛行は、1943年6月28日に大阪第二飛行場で行われた。なお、登録記号は動力滑空機（モーターグライダー）などの特種滑空機に区分される「D-21」が与えられている。
上下スポイラーを備えた縦横比10.1の主翼を持つ、モーターグライダーに近い仕様の航空機で、機体には木製骨組と合板整形が用いられており、翼には羽布張りの箇所もあった。コックピットはタンデム複座で、複式操縦装置を備える。降着装置は固定脚。エンジンは高速度機関工業製の「KO-60」を1基装備する。全体的な外観は、クレム Kl 25に類するスマートなものだった。初飛行時には性能は良好と評価されている。
なお、光式8.1型は太平洋戦争の戦時下において、純粋な民間用の飛行機としては日本で最後に開発された機体となった。

## 諸元
出典：『日本航空機総集 九州・日立・昭和・日飛・諸社篇』 186頁。
- 全長：7.95 m
- 全幅：14.00 m
- 全高：1.85 m
- 主翼面積：19.6 m2
- 自重：350 kg
- 全備重量：550 kg
- エンジン：高速度機関工業 KO-60 空冷倒立直列型4気筒（最大62 hp） × 1
- 最大速度：148 km/h
- 最良滑空速度：66 km/h
- 航続距離：500 km
- 乗員：2名